# Kasteel Ten Berg

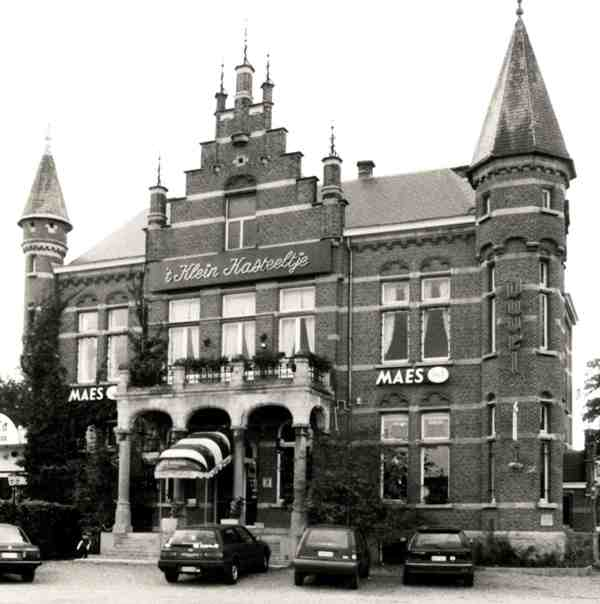
Kasteel Ten Berg

Kasteel Ten Berg is een kasteelachtig landhuis in de tot de Antwerpse gemeente Willebroek behorende plaats Blaasveld, gelegen aan de Mechelsesteenweg 300-302.

## Geschiedenis
Oorspronkelijk lag hier een hoeve die een achterleen was van de heerlijkheid Blaasveld. Later werd deze uitgebreid tot een buitenhuis. In 1914 werd het gebouw verwoest. In 1922 werd, naar ontwerp van Cyrille van den Bergh een neorenaissance-kasteel gebouwd. Hierin vestigde zich uiteindelijk een restaurant.

## Gebouw
Het betreft een bakstenen bouwwerk dat door twee ronde hoektorens wordt geflankeerd. Het risaliet wordt bekroond door een trapgevel. Naast baksteen werd ook breuksteen en arduin toegepast.
Verder is er een bijgebouw met kantelen, arkeltorentjes en trapgevels, dat tegenwoordig dienst doet als garage.